# Aziatische kampioenschappen judo 1995
De Aziatische kampioenschappen judo van 1995 werden van 20 tot 22 november 1995 gehouden in New Delhi, India. 

## Medailles

### Mannen
| Onderdeel          | Goud               | Goud | Zilver            | Zilver | Brons                            | Brons   |
| ------------------ | ------------------ | ---- | ----------------- | ------ | -------------------------------- | ------- |
| Klasse tot 60 kg   | Kazuhiko Tokuno    | JPN  | Alisher Mukhtarov | UZB    | Narender Singh Kim Jong-Won      | INA KOR |
| Klasse tot 65 kg   | Kim Dae-Ik         | KOR  | Najib Aga         | IND    | Zhang Guangjun P. Nyalhagva      | CHN MGL |
| Klasse tot 71 kg   | Kenzo Nakamura     | JPN  | Kwak Dae-sung     | KOR    | Akhat Achirov Khalium Boldbaatar | KAZ MGL |
| Klasse tot 78 kg   | Makoto Takimoto    | JPN  | Cho In-Chul       | KOR    | Vladimir Chmakov Yuan Chao       | UZB CHN |
| Klasse tot 86 kg   | Jeon Ki-Young      | KOR  | Sergey Alimzhanov | KAZ    | Masaru Tanabe Armen Bagdasarov   | JPN UZB |
| Klasse tot 95 kg   | Sergey Shakimov    | KAZ  | Takeshi Kozai     | JPN    | Qiad Chunlin Kim Jae-Sik         | CHN KOR |
| Klasse boven 95 kg | Shinichi Shinohara | JPN  | Dmitry Solovyov   | UZB    | Liu Shenggang Rahimov Saidahtam  | CHN TJK |
| Open klasse        | Shinichi Shinohara | JPN  | B. Badmaanyambuu  | MGL    | Nurullo Loikov Liu Shenggang     | TJK CHN |

### Vrouwen
| Onderdeel          | Goud           | Goud | Zilver             | Zilver | Brons                            | Brons   |
| ------------------ | -------------- | ---- | ------------------ | ------ | -------------------------------- | ------- |
| Klasse tot 48 kg   | Atsuko Nagai   | JPN  | Yu Shu-Chen        | TPE    | Tang Lihong Ataeva Galina        | CHN TKM |
| Klasse tot 52 kg   | Park Mi-Ja     | KOR  | Xian Dongmei       | CHN    | Atsuko Takeda Sunith Thakur      | JPN IND |
| Klasse tot 56 kg   | Jung Sun-Yong  | KOR  | Chiyori Tateno     | JPN    | Huang Al-Chun Liu Liang          | TPE CHN |
| Klasse tot 61 kg   | Jung Sung-Sook | KOR  | Liu Lizhe          | CHN    | Yuko Emoto V.Katsouleva          | JPN KAZ |
| Klasse tot 66 kg   | Wu Mei-Ling    | TPE  | Aiko Oishi         | JPN    | Wang Xianbo Cho Min-Sun          | CHN KOR |
| Klasse tot 72 kg   | Yuriko Fukuba  | JPN  | Evguenia Bogounova | KAZ    | Nazarenko Olessia Chen Chiu-Ping | TKM TPE |
| Klasse boven 72 kg | Lee Hyun-Kyung | KOR  | Yukari Asada       | JPN    | M.Daouletkere Sun Yanyan         | KAZ CHN |
| Open klasse        | Shon Hyun-Me   | KOR  | Nadajda Teltakova  | TKM    | Sun Yanyan Yuko Tonooka          | CHN JPN |

## Medaillespiegel
| Plaats | Land           | Goud | Zilver | Brons | Totaal |
| 1      | Japan          | 7    | 4      | 4     | 15     |
| 2      | Zuid-Korea     | 7    | 2      | 3     | 12     |
| 3      | Kazachstan     | 1    | 2      | 3     | 6      |
| 4      | Chinees Taipei | 1    | 1      | 2     | 4      |
| 5      | China          | 0    | 2      | 10    | 12     |
| 6      | Oezbekistan    | 0    | 2      | 2     | 4      |
| 7      | Turkmenistan   | 0    | 1      | 2     | 3      |
| 7      | Mongolië       | 0    | 1      | 2     | 3      |
| 9      | India          | 0    | 1      | 1     | 2      |
| 10     | Tadzjikistan   | 0    | 0      | 2     | 2      |
| 11     | Indonesië      | 0    | 0      | 1     | 1      |
| Totaal | Totaal         | 16   | 16     | 32    | 64     |